# バーニャ (セレブリャコワの絵画)
『バーニャ』（露: Баня）は、ロシアの画家ジナイーダ・セレブリャコワ（1884年 - 1967年）が1913年に描いた絵画。サンクトペテルブルクの国立ロシア美術館に所蔵されている（Ж-1907）。絵画の大きさは135×174cmである。『浴場にて』（В бане）という名前でも呼ばれる。キャンバスに描かれた『バーニャ』は、セレブリャコワにとって初めての大きな絵画だったと考えられている。